# ماریا بمفورد
ماریا بمفورد (انگلیسی: Maria Bamford؛ زادهٔ ۳ سپتامبر ۱۹۷۰) یک هنرپیشه، فیلم‌نامه‌نویس، و صدا پیشه اهل ایالات متحده آمریکا است.
او در فیلم حباب بازی کرده‌است.